# Max Nagel (Politiker, 1905)
Max Nagel (* 5. Juni 1905 in Niederdollendorf; † 27. September 1981 in Brühl) war ein deutscher Kommunalpolitiker und ehrenamtlicher Landrat (CDU).

## Leben und Beruf
Nach dem Schulbesuch studierte Nagel Rechtswissenschaften. Er legte das erste und zweite Staatsexamen ab und war als Rechtsanwalt tätig. Er war verheiratet und hatte drei Kinder.
Mitglied des Kreistages des ehemaligen Landkreises Köln war er von 1952 bis 1956. Vom 28. Januar 1952 bis zum 16. November 1956 war er Landrat des Landkreises. Außerdem war er ab 1947 bis 1948 Mitglied des Stadtrates der Stadt Brühl und Bürgermeister. Sein Vorgänger Joseph Hürten musste das Amt des Bürgermeisters aufgeben, da die Britische Besatzungsmacht verfügte, dass Lehrer kein politisches Mandat besitzen durften. Nagel war in verschiedenen Gremien des Landkreistages Nordrhein-Westfalen tätig.